# Jakob Kroher
Jakob Kroher (* 13. Dezember 1863 in Eschenbach in der Oberpfalz; † 7. Dezember 1958 in Ingolstadt) war ein deutscher Jurist und Politiker.

## Werdegang
Kroher war nach Studium als Rechtsrat in Amberg tätig. 1896 wurde er zum rechtskundigen Bürgermeister in Ingolstadt und 1899 zum Bürgermeister auf Lebenszeit ernannt (ab 1918 Oberbürgermeister). Von 1899 bis 1932 war er Mitglied des Bezirkstages von Oberbayern und fungierte als Schriftführer sowie von 1919 bis 1932 als Bezirkstagspräsident. Am 31. Januar 1917 rückte er für den verstorbenen Georg von Orterer in den Bayerischen Landtag nach, dem er bis zur Errichtung der Räterepublik angehörte.
Nach dem Zweiten Weltkrieg gehörte er noch einmal von 1946 bis 1948 als Abgeordneter der CSU dem Ingolstädter Stadtrat an.
Im Wintersemester 1884/85 trat Kroher der jungen katholischen Studentenverbindung KBStV Rhaetia München bei, welcher er zeitlebens angehörte.

## Ehrungen
- 1906: königlicher Hofrat
- 1906: Silberne Prinzregent-Luitpold-Medaille
- 1913: Ritter III. Klasse des Verdienstordens vom Hl. Michael
- 1913: Verdienstkreuz für freiwillige Krankenpflege
- 1913: Komtur des österreichischen Franz-Joseph-Ordens
- 1926: Geheimrat
- 1947: Ehrenbürger von Ingolstadt